# Kurt Neubert (Parteifunktionär)

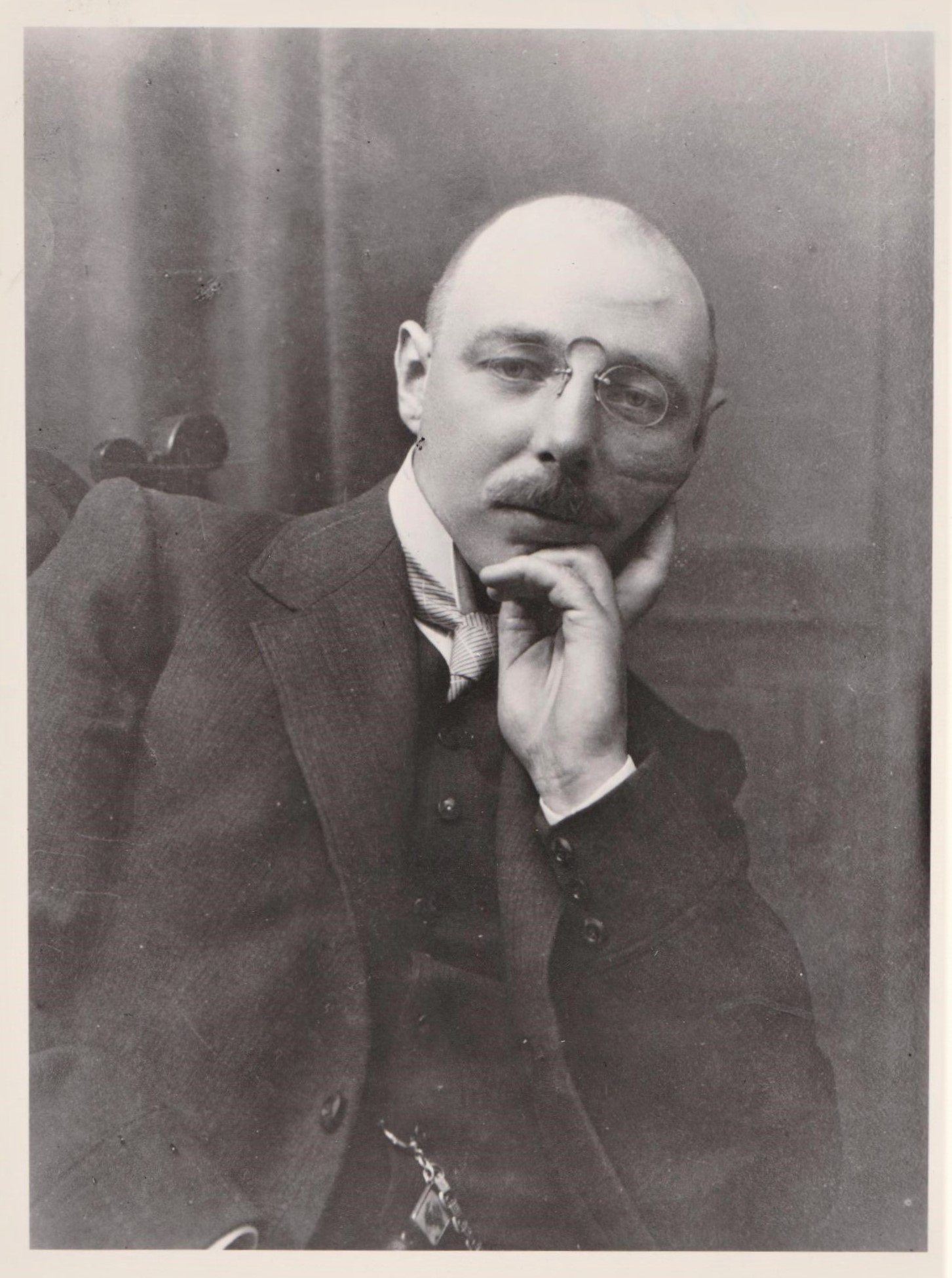
Kurt Neubert vor 1920

Kurt Neubert (* 10. Oktober 1878 in Sömmerda; † 24. März 1920 in Sömmerda) war ein deutscher USPD-Funktionär und  Kämpfer zur Verteidigung der Republik gegen Reichswehr-Putschisten.

## Leben
Kurt Neubert kam in der Familie des Kaufmanns Max Neubert und seiner Frau Anna geborene Kampe zur Welt. Der Vater war Auktionator und Direktor der Sömmerdaer Vereinsbank. Kurt besuchte von 1890 bis 1892 die Klosterschule Donndorf und anschließend von 1892 bis 1896 Schulpforta.
Nach seinem Studium der Veterinärmedizin in Dresden und seiner Promotion ließ er sich als praktischer Tierarzt in Sömmerda nieder. Politisch hatte er sich zunächst an der sozialdemokratischen Partei orientiert. Doch dann schloss er sich der Unabhängigen Sozialdemokratischen Partei Deutschlands (USPD) an und wurde in Sömmerda Vorsitzender der dortigen Ortsgruppe. Zusammen mit seiner Frau führte er politische Auseinandersetzungen z. B. mit dem Bürgermeister Hohendahl.
Als die Reichswehrsoldaten im März 1920 in Sömmerda einmarschierten, trafen diese auf den Widerstand aus der Arbeiterschaft, die eine Streikleitung zur Verteidigung der Republik gebildet hatten. Von dieser wurde Neubert als Parlamentär zu den Putschisten geschickt, die ihn festnahmen, schwer misshandelten und schließlich „auf der Flucht“ erschossen haben.
Neubert war seit 1911 verheiratet mit Elisabeth Henze aus Artern, einer Lehrerin an der evangelischen Schule Sömmerda.

## Erinnerung
- In Sömmerda gibt es einen Kurt-Neubert-Sportpark.
- Im Ratskeller der Stadt Sömmerda wurde eine Gedenkstätte an die Märzgefallenen eingerichtet. Nach 1990 wurde die Gedenkstätte beseitigt und die verbliebenen Reste (eine Büste von Neubert und mehrere Tontafeln) in einem Lapidarium eingelagert.
- In Beichlingen existierte von 1969 bis 1992 eine Veterinär-Ingenieurschule, die seinen Namen trug.